# Dengeki Bunko

Logotipo da Dengeki Bunko

Dengeki Bunko (電撃文庫) é uma marca de distribuição de light novels, afiliada da ASCII Media Works (anteriormente MediaWorks). Foi criada em junho de 1993 e sua primeira publicação foi a série Hyōryū Densetsu Crystania. Os editores responsáveis realizam um concurso anual, o Dengeki Novel Prize, com o objetivo de descobrir novos talentos. O oitavo volume de Kino's Journey foi a 1000ª novela publicada pela editora. Até setembro de 2010, a Dengeki Bunko tinha publicado mais de 2,000 novelas; a 2000ª novela foi o primeiro volume de Golden Time por Yuyuko Takemiya. Em abril de 2007, três filmes baseados nas light novels publicadas pela empresa foram produzidas: Kino's Journey, Shakugan no Shana e Inukami!. Depois que a revista Dengeki hp foi cancelada, as light novels começaram a ser publicadas na Dengeki Bunko Magazine. Em abril de 2013, a editora celebrou seu 20º aniversário com uma exposição.

## Títulos publicados

### !–9
| Título   | Autor         | Ilustrador        | Nº de volumes |
| -------- | ------------- | ----------------- | ------------- |
| @Home    | Yū Fujiwara   | Masato Yamane     | 3             |
| 12Demons | Akihiko Odo   | Masatoshi Takeshi | 2             |
| 5656!    | Ryohgo Narita | Suzuhito Yasuda   | 1             |
| 6: Sechs | Rei Rairaku   | Cosmic            | 1             |
| 9S       | Tohru Hayama  | Yamato Yamamoto   | 11            |

### A
| Título                                                                           | Autor                | Ilustrador                             | Nº de volumes |
| -------------------------------------------------------------------------------- | -------------------- | -------------------------------------- | ------------- |
| A/B Extreme                                                                      | Yashichiro Takahashi | Eiji Kaneda (vol. 1, 2), Nagi (vol. 3) | 3             |
| A Black Knight × A Thorn of Rose                                                 | Tosei Tamura         | Aoi Yukino                             | 1             |
| Absolute Boy                                                                     | Tatsuya Hamazaki     | Sunaho Tobe                            | 2             |
| Accel World                                                                      | Reki Kawahara        | Hima                                   | 16            |
| Adachi to Shimamura                                                              | Hitoma Iruma         | Non                                    | 2             |
| Aerial City                                                                      | Minoru Kawakami      | Kōji Nakakita                          | 1             |
| After School Black Arts                                                          | Rin Suzuki           | Yomi Sarachi                           | 3             |
| Agartha Fiesta!                                                                  | Makoto Sanda         | Double Dragon                          | 4             |
| Aihara Yorunami wa Yoku Nureru                                                   | Hazuki Minase        | Eiri Shirai                            | 2             |
| Aisaka Suteki na Shōkōgun                                                        | Hazuki Minase        | Sakana Tōjō                            | 3             |
| Aisuru Musume kara no Kyōikuteki Shidō                                           | Ion Aioi             | Hika                                   | 1             |
| Akairo / Romance                                                                 | Yū Fujiwara          | Kaya Kuramoto                          | 6             |
| Akamurasaki Aoko no Bunseki Detarame                                             | Ikkei Jukkaidō       | Eito Shimotsuki                        | 2             |
| Aka no 9-ban (Reijū)                                                             | Akira Aihara         | Kazuoki                                | 1             |
| Ākuma Detekūru                                                                   | Taro Achi            | Muto Kurihito                          | 1             |
| Akuma no Mikata (e a série Akuma no Mikata 666')                                 | Hisamitsu Ueo        | Kaori Fujita                           | 19            |
| Alice                                                                            | Yasuhiro Kawasaki    | Katsumi Enami                          | 1             |
| Alice Reloaded                                                                   | Matsuri Akaneya      | Unagi Kabayaki                         | 3             |
| Allison                                                                          | Keiichi Sigsawa      | Kohaku Kuroboshi                       | 4             |
| Ame no Hi no Iris                                                                | Takeshi Matsuyama    | Hirasato                               | 1             |
| Anata ga Naku made Fumu no o Yamenai! (e Anata ga Fumu made Naku no o Yamenai!!) | Eiji Mikage          | Nyanya                                 | 2             |
| Anata no Machi no Toshi Denki!                                                   | Shibai Kineko        | Urabi                                  | 3             |
| Anime Alive                                                                      | Mizuki Akikasa       | Wadapen                                | 1             |
| Another Beat                                                                     | Natsuki Sawara       | Osamu Otani                            | 1             |
| Anti-literal Alchenist                                                           | Yagi Uzuki           | Tomoe Sasamori                         | 5             |
| Aoi-kun to Schrödinger no Kanojotachi                                            | Nanami Wataki        | Mogumo                                 | 1             |
| Ao to Kuro no Kyōkaisen                                                          | Mizuki Kuraku        | Maruino                                | 1             |
| Ariel                                                                            | Yū Ueno              | Uni                                    | 3             |
| Arikawa Yuna no Teikōchi                                                         | Yui Tokita           | Richu                                  | 1             |
| Arisa Change Ring                                                                | Nakazato Yuji        | Umekichi                               | 1             |
| Aruhi, Bakudan ga Ochitekite                                                     | Hideyuki Furuhashi   | Yukari Higa                            | 1             |
| Asaoka Hiyori no Dokidoki Karte                                                  | Yui Tokita           | Ōki Takei                              | 2             |
| Ashita, Boku wa Shinu. Kimi wa Ikikaeru.                                         | Maru Fuji            | H2SO4                                  | 3             |
| Ashita kara Orera ga Yatte Kita                                                  | Rin Takaki           | Gin                                    | 2             |
| Astral                                                                           | Takafumi Nanatsuki   | Tomozo                                 | 2             |
| Asura Cryin'                                                                     | Gakuto Mikumo        | Nao Watanuki                           | 14            |
| Atrium no Koibito                                                                | Shinjirō Dobashi     | Ryō Ueda                               | 3             |
| A=Uchū Shōjo2×Tamashii no Sokudo                                                 | Hifumi Hino          | Comeco Amajio                          | 1             |

### B
| Título                                                                                          | Autor               | Ilustrador                                                             | Nº de volumes |
| ----------------------------------------------------------------------------------------------- | ------------------- | ---------------------------------------------------------------------- | ------------- |
| Babel                                                                                           | Akira Nakata        | Hitowa                                                                 | 1             |
| Babel Stars                                                                                     | Shūgo Nasaka        | Kobashiko                                                              | 1             |
| Baby Princess                                                                                   | Sakurako Kimino     | Natsuki Mibu                                                           | 7             |
| Baccano!                                                                                        | Ryohgo Narita       | Katsumi Enami                                                          | 22            |
| Bakumatsu Mahōshi                                                                               | Sōji Tanabu         | Kaya Kuramoto                                                          | 3             |
| Ballad of a Shinigami (e Ballad of a Shinigami: Unknown Stars e Ballad of a Shinigami: Rebirth) | K-Ske Hasegawa      | Nanakusa                                                               | 16            |
| Banish Drops                                                                                    | Masaki Okayu        | Risō Maeda                                                             | 1             |
| Bedroom de Meshiagare                                                                           | Rin Suzuki          | Shugasuku                                                              | 2             |
| Bishōjo ga Ōsugite Ikite Ikenai                                                                 | Rokugatsu Ashiyashi | Yukio                                                                  | 2             |
| Bitter×Sweet Blood                                                                              | Tsukasa Suou        | Chiyoko                                                                | 2             |
| Black Bullet                                                                                    | Shiden Kanzaki      | Saki Ukai                                                              | 7             |
| Black Rod                                                                                       | Hideyuki Furuhashi  | Keita Amamiya (vol.1), Yoshinori Ito (vol.2), Shigeki Maeshima (vol.3) | 3             |
| Black Santa to Reindeer                                                                         | Kazuki Izumiya      | Shiromiso                                                              | 1             |
| Boku ni Otsukisama o Misenai de                                                                 | Taro Achi           | Sumi Miya                                                              | 10            |
| Boku no Chi o Suwanai de                                                                        | Taro Achi           | Sumi Miya                                                              | 5             |
| Boku no Sekai o Mamoru Hito                                                                     | Nagaru Tanigawa     | Akifumi Orizawa                                                        | 3             |
| Boku to Kanojo no Game Sensō                                                                    | Tōru Shiwasu        | Jin Happōbi                                                            | 7             |
| Boku to Majo shiki Apocalypse                                                                   | Hazuki Minase       | Fujiwara Warawara                                                      | 3             |
| Boku wa Kanojo no 9-banme                                                                       | Shinano Sano        | Takahiro Tsurusaki                                                     | 1             |
| Bokura wa Mahō Shōjo no Naka                                                                    | Eiji Mikage         | Eihi                                                                   | 1             |
| Bokusatsu Tenshi Dokuro-chan                                                                    | Masaki Okayu        | Torishimo                                                              | 11            |
| Boogiepop series                                                                                | Kouhei Kadono       | Kouji Ogata                                                            | 19            |
| Buster-Do!                                                                                      | Miroku Kobayashi    | TwinBox                                                                | 2             |

### C
| Título                            | Autor               | Ilustrador     | Nº de volumes |
| --------------------------------- | ------------------- | -------------- | ------------- |
| C³                                | Hazuki Minase       | Sasorigatame   | 17            |
| Called Gehenna                    | Gakuto Mikumo       | Shoryu Shinobu | 5             |
| Catch the Sign!                   | Masashi Hasegawa    | Shiryu Sakurai | 1             |
| Chiang-Rai Express                | Akimaru Hyappa      | Kan Okeya      | 2             |
| Chibitomo!                        | Hajime Nakamura     | Color          | 2             |
| Chiisana Kuni no Kyuseishu        | Kazuyuki Takami     | Himeaki        | 5             |
| Chiisana Majo to Soratobu Kitsune | Daisuke Minai       | Ashito Ōyari   | 1             |
| Chrono × Sex × Complex            | Yukako Kabei        | Densō          | 3             |
| Clockwork Serpents                | Kouhei Kadono       | Kouji Ogata    | 1             |
| Cooking On!                       | Jirō Kurifu         | Yasuyuki Shuri | 2             |
| Cool Down                         | Masanori Date       | Kouji Ogata    | 1             |
| Criss Cross Konton no Maō         | Kyoichiro Takahashi | Rin Kigawa     | 1             |
| Cross Talk                        | Rei Rairaku         | Kouji Ogata    | 1             |
| Crystal Communication             | Yukiya Akatsuki     | Poporucha      | 1             |
| Custom Child                      | Yukako Kabei        | Jiro Suzuki    | 1             |
| Cyan no Yūutsu na Jū              | Natsuki Sawara      | Nishida        | 1             |

### D
| Título | Autor               | Ilustrador                                      | Nº de volumes |
| --- | ------------------- | ----------------------------------------------- | ------------- |
| D9: Seihitsu no Akuma Sōsha | Yū Ueno             | Kokonoka                                        | 2             |
| D.H.A. (e D.H.A. Herisshu spin-off) | Rin Yuki            | Yuta Komiya                                     | 10            |
| Daddyface | Masanori Date       | Nishida                                         | 7             |
| Danshi Kōkōsei de Urekko Light Novel Sakka o Shiteiru Keredo, Toshishita no Classmate de Seiyū no Onna no Ko ni Kubi o Shimerareteiru. | Keiichi Sigsawa     | Kōhaku Kuroboshi                                | 3             |
| Danshō no Grimm | Gakuto Coda         | Kakeru Mikazuki                                 | 17            |
| Danzai no Regalia | Sadato Taube        | Super Zombie                                    | 2             |
| Dare mo Osoreru Ano Iinchō ga, Boku no Senzoku Maid ni Naru Yō desu                                                                    | Masaki Okayu        | Osa                                             | 2             |
| Defender | Chiaki Konaka       |                                                 | 1             |
| Dengeki Aegis 5 | Nagaru Tanigawa     | Nao Goto                                        | 2             |
| Denpa Onna to Seishun Otoko | Hitoma Iruma        | Buriki                                          | 8             |
| Denshi Mahōtsukai no Tronica | K-Ske Hasegawa      | Inko Horiizumi                                  | 1             |
| Desire Ōkoku Monogatari | Hisashi Suzuki      | Toru Azumi                                      | 6             |
| Disgaea: Hour of Darkness | Junna Akikura       | Takehito Harada                                 | 1             |
| Dokkoida | Taro Achi           | Yu Yagami                                       | 6             |
| Dokuhaki-hime to Hoshi no Ishi | Izuki Kōgyoku       | Hiroo Isono                                     | 1             |
| Doll Masters | Tsutomu Satō        | Tarou2                                          | 1             |
| Double Breed | Erika Nakamura      | Kazune Fujikura (vol. 1, 2), Takehito (vol. 3-) | 11            |
| Double Cast | Kyoichiro Takahashi | Yu Kinutani                                     | 2             |
| Dragonbuster | Mizuhito Akiyama    | Hiro Fujishiro                                  | 2             |
| Dream Knocker | Mikage              | Sana Wakatsuki                                  | 1             |
| Duel Eraser | Yoshino Origuchi    | Kurogin                                         | 3             |
| Duan Surk (e a sequência Duan Surk II)                                                                                                 | Mishio Fukazawa     | Sunaho Tobe                                     | 24            |
| Durarara!! | Ryohgo Narita       | Suzuhito Yasuda                                 | 14            |

### E
| Título                    | Autor             | Ilustrador      | Nº de volumes |
| ------------------------- | ----------------- | --------------- | ------------- |
| E.a.G                     | Jin Shibamura     | Nari            | 1             |
| Earthtia Chronicle series | Shota Asuka       | Aya Kadoi       | 4             |
| Eco to Tōru series        | Kokkuri Yanagida  | Macco           | 2             |
| E.G. Combat               | Mizuhito Akiyama  | Yoshimiru       | 3             |
| Erabaresugi Shimono!      | Hirokazu Minemori | Shin Kyōgoku    | 3             |
| Ero Manga Sensei          | Tsukasa Fushimi   | Hiro Kanzaki    | 2             |
| Escape Speed              | Nozomu Kuoka      | Gin             | 6             |
| Etsusa Ōhashi             | Ryohgo Narita     | Suzuhito Yasuda | 4             |

### F
| Título                        | Autor              | Ilustrador      | Nº de volumes |
| ----------------------------- | ------------------ | --------------- | ------------- |
| F                             | Shin-ichi Sakairi  | Nagi            | 2             |
| F-rank no Bōkun               | Eiji Mikage        | Sunao Minakata  | 2             |
| Fafner of the Azure           | Tow Ubukata        | Hisashi Hirai   | 1             |
| Fighting Witch                | Kadō Ōmi           | Matarō          | 1             |
| Figure 17                     | Shoji Yonemura     | Yuriko Chiba    | 1             |
| Flag Breaker                  | Ryūnosuke Kuromiya | Harikamo        | 2             |
| Fortune Quest series          | Mishio Fukazawa    | Natsumi Mukai   | 44            |
| Full Scale Summer             | Hiroshi Nagashima  | Benio           | 1             |
| Fushiawase nara Te o Tsunagō! | Tensei Hibiki      | Shunsuke Tagami | 1             |
| Futsuma Gakuen no Mitralka    | Ghost Mikawa       | Ukyo rst        | 4             |
| Fuwafuwa-san ga Furu          | Hitoma Iruma       | Loundraw        | 1             |

### G
| Título                                                       | Autor                                    | Ilustrador          | Nº de volumes |
| ------------------------------------------------------------ | ---------------------------------------- | ------------------- | ------------- |
| Gaikotsu Knife de Jump                                       | Taro Achi                                | Sumi Miya           | 4             |
| Gakkō o Deyō                                                 | Nagaru Tanigawa                          | Masao Aonama        | 6             |
| Gakusei Shōjo                                                | Hikaru Sugii                             | Mel Kishida         | 4             |
| Gekitsui Majo Himika                                         | Yuki Oginome                             | Otozuku Konoe       | 3             |
| Gekkō                                                        | Natsuo Mamiya                            | Shiromiso           | 1             |
| Gendai Nihon ni Yattekita Sega no Megami ni Arigachi na Koto | Tōru Shiwasu                             | Kei                 | 2             |
| Genso Suikoden                                               | Shinjiro Hori, Miho Takase et al.        | Kaori Fujita et al. | 17            |
| Gifted                                                       | Shūichi Jimaru                           | Ryō@Ryō             | 2             |
| Ginga Kankō Ryokan Sora no Yu he Irasshāi!                   | Ryuji Arai                               | Nankotsu Misakura   | 7             |
| Gin'iro Fuwari                                               | Mamizu Arisawa                           | Fue                 | 1             |
| Gin'iro no Olynssis                                          | Hitomi Amamiya                           | Hisashi Hirai       | 1             |
| Ginkō Kishidan                                               | Hisashi Suzuki                           | Tamago no Kimi      | 1             |
| Gintsuchi no Alexandra                                       | Yū Ueno                                  | Jin Isenoya         | 2             |
| Girl Game Master Shiina (e Retro Game Master Shibusawa)      | Tsukasa Suō                              | Nao Saeki           | 6             |
| Gokudō-kun Man-yūki Gaiden                                   | Usagi Nakamura                           | Takeru Kirishima    | 10            |
| Golden Time                                                  | Yuyuko Takemiya                          | Eeji Komatsu        | 11            |
| Gosenfu Nante Kazari desu!                                   | Ginga Isshiki                            | Wingheart           | 1             |
| Goshujin-sama wa Yamaneko-hime                               | Kazuyuki Takami                          | Ayumu Kasuga        | 13            |
| Goshujin-san & Maid-sama                                     | Mudai Enokizu                            | Sōryū               | 2             |
| Grimoire no Keiyakusha                                       | Hideto Kido                              | Yūgen               | 2             |
| Growlanser                                                   | Mie Takase (vol. 1-3), Saya Amo (vol. 4) | Satoshi Urushihara  | 4             |
| Gunparade March series (e Gunparade Orchestra series)        | Ryosuke Sakaki                           | Junko Kimura        | 15            |
| Gun's Heart                                                  | Kazuyuki Takami                          | Koto Aoiro          | 5             |
| Guns and Magic                                               | Nobuori Nagata                           | Neko Megane         | 1             |
| Gura Shachi                                                  | Erika Nakamura                           | Sō                  | 1             |

### H
| Título                             | Autor               | Ilustrador        | Nº de volumes |
| ---------------------------------- | ------------------- | ----------------- | ------------- |
| Hai, Kochira Tantei-bu desu        | Kōichi Nitadori     | Yoshi Wo          | 2             |
| Hajimete no Kusogee                | Kaede Asamiya       | Nemunemu          | 1             |
| Hallelujah Vamp                    | Kōzaburō Yamaguchi  | Gaō               | 3             |
| Hana × Hana                        | Hiroki Iwata        | Ryōka             | 8             |
| Hanayashiki Sumika no Seichijunrei | Yūsaku Igarashi     | Futaba Sanrin     | 2             |
| Hanbun no Tsuki ga Noboru Sora     | Tsumugu Hashimoto   | Keiji Yamamoto    | 8             |
| Hangyaku no Dreadnought            | Hiroki Iwata        | Sakura Shiromochi | 1             |
| Hanikami Triangle                  | Yusaku Igarashi     | Mizuki            | 7             |
| Harem wa Iya!!                     | Marehito Mikagami   | Piromizu          | 2             |
| Hataraku Maō-sama!                 | Satoshi Wakabara    | 029               | 11            |
| Hazakura ga Kita Natsu             | Kōji Natsumi        | Shizuki Morii     | 5             |
| Heavy Object                       | Kazuma Kamachi      | Nagiryo           | 9             |
| Heian Onihime Sōshi                | Obana Kurokitsune   | Yomi Sarachi      | 1             |
| Hello, Genius                      | Kazuhiro Yūki       | Nylon             | 3             |
| Hen Ai Psychedelic                 | Natsuo Mamiya       | Shiromiso         | 2             |
| Higaeri Gladiator                  | Erika Nakamura      | Kengo Konno       | 1             |
| Higashi-Ikebukuro Stray Cats       | Hikaru Sugii        | Kurodeko          | 1             |
| Hikōnin Mahō Shōjo Sensen          | Kisui               | Bun150            | 3             |
| Himitsu Kessha to Rule to Koi      | Kurage Terada       | Nauribon          | 1             |
| Hinata bashi no Ghost pain         | Sho Arisawa         | Kaori Minamikami  | 1             |
| Hitomishiri-bu wa Kenzen desu      | Shinano Sano        | Saji Sasai        | 2             |
| Hitotsu no Tairiku no Monogatari   | Keiichi Sigsawa     | Kohaku Kuroboshi  | 2             |
| Hōkago Gentei Yūsha-sama           | Hirotaka Nanae      | Nan Yaegashi      | 2             |
| Hōkago Hyakumonogatari             | Hirokazu Minemori   | Shin Kyogoku      | 10            |
| Hōkago Ren'ai-bu!                  | Rin Mitsuki         | Shiro             | 1             |
| Horizon in the Middle of Nowhere   | Minoru Kawakami     | Satoyasu          | 18            |
| Hyper Hybrid Organization          | Kyoishiro Takahashi | Yu Aikawa         | 6             |

### I
| Título                                  | Autor               | Ilustrador       | Nº de volumes |
| --------------------------------------- | ------------------- | ---------------- | ------------- |
| I.d.                                    | Gakuto Mikumo       | Kazuo Miyamura   | 3             |
| Idol ≒ Vampire                          | Tsukasa Kōzuki      | Tarō Amagai      | 2             |
| Idol wa Tsukkomareru no ga Suki!        | Masato Saitō        | Sakana           | 10            |
| Idolising!                              | Sakaki Hirozawa     | Cuteg            | 4             |
| Imadoki, Jochū de Hōkō                  | Meidai Kasai        | Jun Futaha       | 1             |
| Imōto Home                              | Sorajūrō Kashiwaba  | Satoru Arikawa   | 2             |
| Infinity Zero                           | Mamizu Arisawa      | Hajime Ninomiya  | 4             |
| In ga Orinasu Shōkan Mahō               | Hideaki Mashiroya   | x6suke           | 2             |
| Inside World                            | Tsukasa Suou        | En Morikura      | 1             |
| Intelli Village no Zashikiwarashi       | Kazuma Kamachi      | Mahaya           | 4             |
| Inukami!                                | Mamizu Arisawa      | Kanna Wakatsuki  | 16            |
| Irisu no Niji                           | Takafumi Nanatsuki  | Katsuyuki Hirano | 2             |
| Iriya no Sora, UFO no Natsu             | Mizuhito Akiyama    | Eeji Komatsu     | 4             |
| Iruka-ryō no Shōjo-tachi wa Koi Dekinai | Mitsuhiko Tatsukawa | Pikazo           | 2             |
| Iscariot                                | Makoto Sanda        | Robin Kishiwada  | 7             |
| Itanjitachi no Hōkago                   | Saki Katashiro      | Eiji Usatsuka    | 1             |
| Itsuka, Koi Machi!                      | Masashi Hasegawa    | Sakusaku         | 1             |
| Itsumo Dokodemo Nin 2 Ninja             | Taro Achi           | Sumi Miya        | 6             |
| Itsuwari no Dragoon                     | En Mikami           | You Shiina       | 5             |
| Iya ni Naru Hodo Himiko na Yankee       | Akira Aihara        | Airi Hori        | 2             |

### J
| Título                                                           | Autor            | Ilustrador     | Nº de volumes |
| ---------------------------------------------------------------- | ---------------- | -------------- | ------------- |
| Jaja Hime Buyūden                                                | Usagi Nakamura   |                | 2             |
| Jii-chan Jet! (e Jii-chan Jet!! Honey Bunny spin off)            | K-Ske Hasegawa   | Asaha Oka      | 2             |
| Jikū no Cross Road                                               | Kazuyuki Takami  | Anmitsusou     | 7             |
| Jōgasaki Nao to Dengeki Bunko Sakka ni Naru Tame no 10 no Method | Yūsaku Igarashi  | Suien          | 2             |
| Joshi Kōsei no Seibun                                            | Keisuke Hasegawa | Yua            | 1             |
| Jūgo Doki Doki Project!                                          | Taro Achi        | Takashi Tensug | 2             |
| Jūsanbanme no Alice                                              | Tsukasa Fushimi  | Sikorsky       | 4             |
| Just Boiled O'clock                                              | Hisamitsu Ueo    | Kaori Fujita   | 1             |

### K
| Título                                                    | Autor               | Ilustrador        | Nº de volumes |
| --------------------------------------------------------- | ------------------- | ----------------- | ------------- |
| Kaguya                                                    | Hajime Kamoshida    | Kumiko Aoi        | 5             |
| Kaguya Nikki                                              | Tensei Hibiki       | Masakazu Azuma    | 1             |
| Kaijin no Cardinal Red                                    | Nishi Nishimura     | Kuroneko          | 3             |
| Kakure Hime                                               | Akira Satake        | Hōki Kusano       | 2             |
| Kakusei Idenshi                                           | Hajime Nakamura     | Refeia            | 3             |
| Kakusei Love Survivor                                     | Takeru Sunamori     | Umetarō           | 1             |
| Kakute Yoake no Daybreaker                                | Chūi                | Shirabi           | 1             |
| Kaleidoscope no Mukōgawa                                  | Yuei Miki           | Puyo              | 2             |
| Kami no Manimani!                                         | Kōzaburō Yamaguchi  | Tobari Amakusa    | 3             |
| Kaminaki Sekai no Eiyuden                                 | Hajime Kamoshida    | Minezi Sakamoto   | 3             |
| Kamioroshi                                                | Akihiko Odō         | Yomi Sarachi      | 2             |
| Kami-sama no Iutōri!                                      | Yu Nishimura        | Show              | 1             |
| Kami-sama no Memo-chō                                     | Hikaru Sugii        | Meru Kishida      | 9             |
| Kami to Dorei no Tanjō Syntax                             | Bokuto Uno          | Kikurage          | 3             |
| Kanashimi Kimera                                          | Rei Rairaku         | Mio Yanagihara    | 4             |
| Kane wa Kanojo no Mawarimono                              | Yui Tokita          | Hiiro             | 1             |
| Kangoku Gakkō nite Monban o                               | Yakuji Furumiya     | Yasumo            | 1             |
| Kannō Shōsetsu o Kaku Onna no Ko wa Kirai desu ka?        | Mitsuhiko Tatsukawa | Nana              | 5             |
| Kanojo no Unmei Game-kei                                  | Akira Aihara        | Isll              | 1             |
| Kanojo wa Kiseishijo                                      | Yu Ueno             | Akaza             | 4             |
| Kanojo wa Queen                                           | Chikashi Yoshida    | Iruka Shiomiya    | 1             |
| Kanojo wa Warosu no Meishu-sama                           | Rin Mitsuno         | Tomoe Sasamori    | 2             |
| Kanpeki na Level 99 nado Sonzai Shinai                    | Tsukasa Suou        | Iku Akesaka       | 4             |
| Kantan na Enquete desu                                    | Kazuma Kamachi      | Kiyotaka Haimura  | 2             |
| Kantan na Monitor desu                                    | Kazuma Kamachi      | Shin Kasai        | 1             |
| Kare to Kanojo no Shōkan Mahō                             | Tsukasa Kouzuki     | Bunbun            | 6             |
| Kashimashi: Girl Meets Girl                               | Mako Komao          | Yukimaru Katsura  | 1             |
| Kawaiku Nanka Nai Kara ne!                                | Kazuaki Sena        | Sikorsky          | 2             |
| Kazarareta Kigō                                           | Akira Satake        | Senno Enaga       | 1             |
| Kazuki no Umi ni Sasayaku Jumon                           | Ryo Amamiya         | No illustration   | 1             |
| Kekkaishi no Fugue                                        | Hazuki Minase       | Hirofumi Naruse   | 3             |
| Ketsukyū-mura e Yōkoso                                    | Taro Achi           | Kanao Araki       | 6             |
| Kiiri                                                     | Yukako Kabei        | Shunsuke Taue     | 9             |
| Kijō Eri to Hiiro no Meikyū                               | Taiga Akizuki       | Yasuyuki          | 1             |
| Kimi no Pantsu o Mamoritai!                               | Kaede Asamiya       | Nemunemu          | 1             |
| Kimi no Tame no Monogatari                                | Marehito Mikagami   | Sumihey           | 1             |
| Kimi to Aruku Hidamari o                                  | Kazuya Shimura      | Satoshi Kirishima | 4             |
| Kinniku no Kami Muscle                                    | Kei Satō            | Koban Sameda      | 2             |
| Kino's Journey (e Gakuen Kino spin-off)                   | Keiichi Sigsawa     | Kohaku Kuroboshi  | 22            |
| Kirin wa Ichizuni Koiwosuru                               | Kazuya Shimura      | You Shiina        | 6             |
| Kirisaki Syndrome                                         | Miroku Kobayashi    | Yasuhiro Ikeda    | 2             |
| Kiseki no Hyōgen                                          | Mitsutaka Yuki      | Kei               | 3             |
| Kishimu Eden Grim Reaper                                  | Arata Takano        | Senmu             | 2             |
| Kishin Shinsen                                            | Makoto Izumi        | Suzuhito Yasuda   | 3             |
| Kitakubu no Ace-kun                                       | K-Ske Hasegawa      | Hiroyuki          | 2             |
| Kiwamete Ningoku                                          | Tarō Achi           | Aka Ringo         | 3             |
| Koakuma-chan to MP0 no Shōnen                             | Izumi Ōmi           | Nyanya            | 1             |
| Koharubara Hiyori no Ikusei Nikki                         | Yūsaku Igarashi     | Aoi Nishimata     | 5             |
| Koisuru Kimon no Protocol                                 | Kinugoshi Deguchi   | Won               | 3             |
| Kōri no Kuni no Amaryllis                                 | Takeshi Matsuyama   | Parsley           | 1             |
| Kōtei Penguin ga Tonda Sora                               | Ryuji Saiki         | K Aniki           | 1             |
| Kris Naga                                                 | Miroku Kobayashi    | Poco              | 1             |
| Kubatsu no Akuma Shōkan Jutsu                             | Yoshino Origuchi    | Masaki Inuzami    | 4             |
| Kuhō Sayuri ga Senkyoshimasu! Moeru Kusei Jissen Manual   | Daijin Washimiya    | Nagayori          | 1             |
| Kuranai wa Kuranawi                                       | Tomo Takaha         | Benkyo Tamaoki    | 1             |
| Kurogane Communication                                    | Mizuhito Akiyama    | Tomomasa Takuma   | 2             |
| Kurokuro Clock                                            | Hitoma Iruma        | Kurehito Misaki   | 2             |
| Kurukuru Croquis                                          | Koma Watanabe       | Shino             | 2             |
| Kusonoki Tōjūrō no Sainan na Hibi                         | Daisuke Minai       | Ichizen           | 2             |
| Kuzu ga Seiken Hirotta Kekka                              | Kasaku Kusakabe     | Anmi              | 1             |
| Kyodai Meikyū to Gakuen Kōryakuka no Majutsushi           | Hideto Kido         | Rei               | 3             |
| Kyōkagaku Hunter Rei                                      | Yuji Nakazato       | Takeshi Obata     | 6             |
| Kyō kara Kakemochi Shitennō                               | Hyōsuke Takatō      | Kōta              | 2             |
| Kyūkanchō no Deka                                         | Taro Achi           | Yuka Suzuki       | 1             |
| Kyūketsuki no Oshigoto (e a série Kyūketsuki no Himegoto) | Suzu Suzuki         | Yu Katase         | 10            |
| Kyūkū Hitsugi no Shisha Sosei Gaku                        | Ion Aioi            | Ayato Sasakura    | 1             |
| Kyūshoku Sōdatsusen                                       | Azumi               | Sukima            | 1             |

### L
| Título                   | Autor             | Ilustrador        | Nº de volumes |
| ------------------------ | ----------------- | ----------------- | ------------- |
| Ladies versus Butlers!   | Tsukasa Kōzuki    | Munyū             | 13            |
| Ladwin no Bōken          | Tomohiko Suitō    | Seiji Kikuchi     | 1             |
| Liar License             | Akita Ichihara    | Mofu              | 3             |
| Last Kiss                | Kei Sato          | Hitsuji Takanashi | 1             |
| Last Savior              | Yagi Uzuki        | Ogipote           | 3             |
| Layered Summer           | Tsukasa Kōzuki    | Neko Sakura       | 1             |
| Legion                   | Tomonori Sugihara | Enji Yamato       | 2             |
| Let it BEE!              | Akira Sueba       | Tea               | 1             |
| Lillia and Treize        | Keiichi Sigsawa   | Kohaku Kuroboshi  | 6             |
| Lilith ni Omakase!       | Kaede Asamiya     | Riko Korie        | 3             |
| Lost Witch Bride Magical | Yū Fujiwara       | Kaya Kuramoto     | 2             |
| Love Chū                 | Meguru Kazami     | Eri Natsume       | 1             |
| Love na Doll!            | Tsukasa Kōzuki    | Tarō Amagai       | 3             |
| Lucky Chance!            | Mamizu Arisawa    | QP:flapper        | 10            |

### M
| Título                                                                            | Autor | Ilustrador                                                                                    | Nº de volumes |
| --------------------------------------------------------------------------------- | --- | --------------------------------------------------------------------------------------------- | ------------- |
| Magdala de Nemure                                                                 | Isuna Hasekura | Tetsuhiro Nabeshima                                                                           | 5             |
| Magi Strut Engage                                                                 | Shū Matsuyama | Keitarō Kawagishi                                                                             | 2             |
| Mahōka Kōkō no Rettōsei                                                           | Tsutomu Satō | Kana Ishida                                                                                   | 13            |
| Mahō Shōjo Shiken Shōtai                                                          | Joh Aikawa | Masa                                                                                          | 1             |
| Mahō Yōjo to Kurashi Hajimemashita                                                | Inoshishi | Erika Raguhono                                                                                | 1             |
| Maid ga Oshieru Maō-gaku!                                                         | Kazuki Izumiya | Shugasuku                                                                                     | 2             |
| Maji × Dora                                                                       | Kaede Asamiya | Satoru Arikawa                                                                                | 1             |
| Majo wa Tsuki Izuru Tokoro ni Nemuru                                              | Kei Satō | Jū Ayakura                                                                                    | 3             |
| Maki Tantei Meiōsei O Walking no W                                                | Matarō Echizen | No illustration                                                                               | 1             |
| Mama                                                                              | Izuki Kogyoku | Karasu                                                                                        | 1             |
| Mamoru-kun ni Megami no Shukufuku o! (e Mamoru-kun ni Bangai-hen de Shukufuku o!) | Hiroki Iwata | Toshiyuki Sato                                                                                | 16            |
| Maō na Ano Ko to Murabito A                                                       | Rin Yūki | Akahito                                                                                       | 7             |
| Maō no Shimobe ga Arawareta!                                                      | Yū Ueno | Kazuma                                                                                        | 4             |
| Maō to Yūsha no Keimei Kankei                                                     | Kuchiba Kurobane | Hyaku-en Lighter                                                                              | 1             |
| Marriage Royale                                                                   | Shingo Hifumi | Junka Morozumi, Aoi Nishimata, Hiro Suzuhira                                                  | 2             |
| Martian Warschool                                                                 | Edward Smith | Kai                                                                                           | 2             |
| Maton Appli to Aurora                                                             | Aoi Amagarasu | Nerima                                                                                        | 2             |
| Mawaru Mawaru Unmei no Wa Mawaru                                                  | Uta Namino | Pun2                                                                                          | 2             |
| Mayu no Shōjo to Machi no Sakimori                                                | Jirō Kurifu | Hamachi Sakai                                                                                 | 2             |
| Meg and Seron                                                                     | Keiichi Sigsawa | Kohaku Kuroboshi                                                                              | 7             |
| Meshi Ano Ichinichi                                                               | Hiroki Iwata | Toshiyuki Satō                                                                                | 2             |
| Messō no Elfriede                                                                 | Matsuri Akaneya | Mamuru                                                                                        | 3             |
| MIB                                                                               | Sorajūrō Kashiwaba | Ninozen                                                                                       | 2             |
| Minami no Minami no                                                               | Mizuhito Akiyama | Eeji Komatsu                                                                                  | 1             |
| Minerva to Chie no Ki                                                             | Konomi Asō | Takurō Iwaki                                                                                  | 1             |
| Minutes                                                                           | Yomoji Kiono | Yūgen                                                                                         | 4             |
| Miru Miru Uchi ni Suki ni Naru                                                    | Mawaru Senpūki | Fukahire                                                                                      | 1             |
| Miss Fabre no Almas Guivre                                                        | Junpei Monogusa | Choko Fuji                                                                                    | 3             |
| Missing                                                                           | Gakuto Coda | Shin Midorikawa                                                                               | 13            |
| Mitsui Sumika to Shikakui Akuma                                                   | Hyōsuke Takatō | Purin Purin                                                                                   | 2             |
| Mizuki Shigeko-san to Musubaremashita                                             | Masaru Masaka | Namanie                                                                                       | 2             |
| Mizutama Panic.                                                                   | K-Ske Hasegawa | Nanakusa                                                                                      | 4             |
| MM                                                                                | Chikashi Yoshida | 3                                                                                             | 2             |
| Momo to Oni no Wadachi                                                            | Akira Arisato | Atsuko Nakajima                                                                               | 1             |
| Moriguchi Orito no Onmyōdō                                                        | Masaki Okayu | Torishimo                                                                                     | 4             |
| Morpheus no Kyōshitsu                                                             | En Mikami | You Shiina                                                                                    | 4             |
| Mugen no Drifter                                                                  | Kaede Kitsune | Keeki Sakiyo                                                                                  | 2             |
| Multiplex                                                                         | Tōsei Tamura | Jūki Kishin                                                                                   | 1             |
| Murasakiiro no Qualia                                                             | Hisamitsu Ueo | Shirō Tsunashima                                                                              | 1             |
| MW-gō no Higeki                                                                   | Takehiro Arihara, Mamizu Arisawa, Yū Fujiwara, Hiroki Iwata, Nobuyoshi Kondō, Gakuto Mikumo, Ryohgo Narita, Masaki Okayu, Keiichi Sigsawa, Nagaru Tanigawa, Soichiro Watase   | Katsumi Enami, Torishimo                                                                      | 1             |
| My Imagination                                                                    | Hiro Arikawa, Mamizu Arisawa, Hideyuki Furuhashi, Yūsaku Igarashi, Hiroki Iwata, Tsukasa Kōzuki, Erika Nakamura, Ryohgo Narita, Jin Shibamura, Keiichi Sigsawa, Hisamitsu Ueo | Shin Kyōgoku, Kakeru Mikazuki, Munyū, Nishida, Gatame Sasori, Shunsuke Tagami, Keiji Yamamoto | 1             |
| Mystery-Chrono                                                                    | Shiki Kuzumi | Komeko Amajio                                                                                 | 3             |

### N
| Título                                        | Autor               | Ilustrador                          | Nº de volumes |
| --------------------------------------------- | ------------------- | ----------------------------------- | ------------- |
| Nanahime Monogatari                           | Wataru Takano       | Osamu Otani                         | 6             |
| Nanahushigi no Kowashikata                    | Akira Satake        | Senno Enaga                         | 1             |
| Nanairo Reversible                            | Kaede Asamiya       | Show                                | 1             |
| Nanatsuiro Drops                              | Kaya Akasaka        | Noizi Ito, Yuki Takami (ilustração) | 2             |
| Nareru! SE                                    | Kōji Natsumi        | Ixy                                 | 11            |
| Natsuki Full Swing                            | Hideto Kido         | Arima Honda                         | 2             |
| NEET-kei Sentai Lovely Little Drops           | Rokugatsu Ashiyashi | Fujimaru                            | 1             |
| Nekomimi Tō-san                               | Makoto Matsubara    | Kendi Oiwa                          | 1             |
| Neko no Chikyūgi                              | Mizuhito Akiyama    | Yū Shiina                           | 2             |
| Neko Sis                                      | Tsukasa Fushimi     | Hiro Kanzaki                        | 1             |
| Netoge no Yome wa Onna no Ko Janai to Omotta? | Shibai Kineko       | Hisasi                              | 4             |
| Ningyōtachi no Yume                           | Marehito Mikagami   | Takemi Bunkyō                       | 2             |
| Nisenyonhyakukyūkai no Kanojo                 | Yu Nishimura        | Masato Takashina                    | 2             |
| No Blood                                      | Bunshō Fuse         | Takanobu Aida                       | 1             |
| Nogizaka Haruka no Himitsu                    | Yusaku Igarashi     | Shaa                                | 16            |
| Noroware                                      | Gakuto Coda         | Kakeru Mikazuki                     | 3             |
| Nosaki Mado Gekijō                            | Mado Nosaki         | Shizuki Morii                       | 1             |

### O
| Título                                                                               | Autor             | Ilustrador                                    | Nº de volumes |
| ------------------------------------------------------------------------------------ | ----------------- | --------------------------------------------- | ------------- |
| Ōcharaka Ekimae Gekijō                                                               | Taro Achi         | Yuka Suzuki                                   | 1             |
| Ōka no Majo                                                                          | Taraku Konotei    | Mako Yamada                                   | 1             |
| Ōkahōshin                                                                            | Sho Tomono        |                                               | 12            |
| Ōkami-san series                                                                     | Masashi Okita     | Unaji                                         | 12            |
| Omae Nanzo ni Musume wa Yaren                                                        | Hideto Maruyama   | Runa Tsukigami                                | 1             |
| Omoi wa Itsumo Senkōhanabi                                                           | Ginga Isshiki     | Yui                                           | 4             |
| Onmyō no Miyako                                                                      | Soichiro Watase   | Sho-U Tajima (vol. 1), Wataru Saino (vol. 2-) | 5             |
| Onna no Ko wa Yasashikute Kawaii Mono da to Kangaeteita Jiki ga Ore ni mo Arimashita | Shūichi Jimaru    | Mofu                                          | 3             |
| Ontama!                                                                              | Hisui Hisui       | Chiri                                         | 2             |
| OP-Ticket Game                                                                       | Shinjirō Dobashi  | Ryō Ueda                                      | 2             |
| Ore Meets Little Devil!                                                              | Hirokazu Minemori | An Inugahora                                  | 3             |
| Ore no Idol wa Renai Kinshi!                                                         | Rin Mitsuki       | Itsuki Akata                                  | 2             |
| Ore no Imōto ga Konna ni Kawaii Wake ga Nai                                          | Tsukasa Fushimi   | Hiro Kanzaki                                  | 12            |
| Ore no Kaa-chan ga 17-sai ni Natta                                                   | Ryū Hirosaki      | Parsley                                       | 2             |
| Ore no Pet Life ga Harem ni Mieru da to!?                                            | Masaki Okayu      | Ueshita                                       | 2             |
| Ore to Kanojo ga Maō to Yūsha de Seitokaichō                                         | Jō Aikawa         | H2SO4                                         | 1             |
| Ore-sama wa Waruga Kid                                                               | Taro Achi         | Tomozo                                        | 2             |
| Orusu Banshee                                                                        | Masatake Ogawa    | Sunaho Tobe                                   | 4             |
| Ōte Keika Tori!                                                                      | Yūichi Aoba       | Yasu                                          | 2             |
| Otome Game no Kōryaku Taishō ni Narimashita...                                       | Jin Akime         | Haruyuki Morisawa                             | 2             |
| Over the Horizon                                                                     | Satsuki Tachibana | Asahi Takashina                               | 1             |
| Owari no Chronicle                                                                   | Minoru Kawakami   | Satoyasu                                      | 14            |
| Oz no Dia-tsukai                                                                     | Akira Sueba       | Tea                                           | 2             |

### P
| Título                 | Autor            | Ilustrador                                  | Nº de volumes |
| ---------------------- | ---------------- | ------------------------------------------- | ------------- |
| Pain Capture           | Koma Watanabe    | Yoshi-Wo                                    | 1             |
| Parallel Lovers        | Tōka Shigatsu    | Baku Koshijima                              | 1             |
| Peninsula no Shura     | Chikashi Yoshida | Komeko Amajio                               | 1             |
| Persona 2              | Mie Takase       | Kazuma Kaneko Ken Sugawara (ilustração)     | 2             |
| Persona × Tantei Naoto | Natsuki Mamiya   | Shigenori Soejima Shūji Sogabe (ilustração) | 1             |
| Pixie Works            | Daisuke Minai    | Vernier600                                  | 1             |
| Pita-Ten               | Yukari Ochiai    | Koge-Donbo, Rina Yamaguchi (ilustração)     | 3             |
| Prave!                 | Hyōsuke Takatō   | Purin Purin                                 | 3             |
| Please Teacher!        | Go Zappa         | Taraku Uon, Hiroaki Goda                    | 1             |
| Please Twins!          | Go Zappa         | Taraku Uon, Hiroaki Goda                    | 2             |
| Post Girl              | Jiro Masuko      | Gashin                                      | 4             |
| Project Remover        | Sami Shinozaki   | Akihiro Kimura                              | 3             |
| Psyche no Namida       | Jin Shibamura    | Nari                                        | 1             |

### R
| Título                                 | Autor             | Ilustrador                | Nº de volumes |
| -------------------------------------- | ----------------- | ------------------------- | ------------- |
| Radical Princess!                      | Tsukasa Suou      | Akahito                   | 3             |
| Raimuiro Senkitan                      | Satoru Akahori    | Yoshiten, Mayumi Watanabe | 1             |
| Rakuenjima kara no Dasshutsu           | Shinjirō Dobashi  | Haruaki Fuyuno            | 2             |
| Rakuin no Monshō                       | Tomonori Sugihara | 3                         | 12            |
| Rapunzel no Tsubasa                    | Shinjirō Dobashi  | Ryō Ueda                  | 4             |
| Rasen no Enperoidā                     | Kouhei Kadono     | Eiri Iwamoto              | 2             |
| Re:Pet to Boku                         | Saeki Matsushita  | Kana Harufuji             | 1             |
| Rebellion                              | Gakuto Mikumo     | Kaya Kuramoto             | 5             |
| Reina Kamisu series                    | Eiji Mikage       | No illustration           | 2             |
| Reverse End                            | Tsumugu Hashimoto | Otohiko Takano            | 6             |
| Reimei no Atena                        | Yuji Nakazato     | Shinnosuke Tasaka         | 4             |
| Rengokuhime                            | Yū Fujiwara       | Kaya8                     | 6             |
| Rensha Ō                               | Minoru Kawakami   | Not applicable            | 2             |
| Rental Full Moon                       | Kazuaki Sena      | Shungo Sumaki             | 3             |
| Reset World                            | Kazuyuki Takami   | Himeaki                   | 3             |
| Resin Cast Milk                        | Yu Fujiwara       | Kaya Kuramoto             | 9             |
| Reverse Kiss                           | Shinano Sano      | Fuzzy                     | 1             |
| Ring & Link!                           | Akito Mizusawa    | Satoshi Kiba              | 1             |
| Rinkan no Madōshi                      | Soichiro Watase   | Fu Midori                 | 10            |
| Risō no Kanojo no Tsukurikata          | Tōru Takamura     | Subaru Akino              | 3             |
| Rival wa Ojō-sama                      | Yui Tokita        | Sakusaku                  | 3             |
| Ro-Kyu-Bu!                             | Sagu Aoyama       | Tinkle                    | 14            |
| Romeo no Sainan                        | Rei Rairaku       | Tsuitachi Sakuya          | 1             |
| Ryū to Aitsu to Kawaige no Nai Watashi | Kazuya Shimura    | Ginta                     | 9             |

### S
| Título                                                 | Autor | Ilustrador                                                    | Nº de volumes |
| ------------------------------------------------------ | --- | ------------------------------------------------------------- | ------------- |
| s-CRY-ed                                               | Kazuho Hyodo | Hisashi Hirai                                                 | 3             |
| Saigo no Kane ga Naru Toki                             | Mamizu Arisawa, Yukako Kabei, Kazuma Kamachi, En Mikami, Ryohgo Narita, Kei Satō, Jin Shibamura, Soichiro Watase | Jū Ayakura, Yū Katase                                         | 1             |
| Saigo no Natsu ni Miageta Sora ha                      | Yu Sumimoto | Bonta Oki                                                     | 3             |
| Saihate no Shroud                                      | Gakuto Mikumo | Akashio                                                       | 2             |
| Saitō Alice wa Yūgai desu                              | Chūi | Gan                                                           | 2             |
| Sakura Denka no Himitsu                                | Sorajūrō Kashiwaba                                                                                               | Ryōchimo                                                      | 1             |
| Sakurairo Bump                                         | Takehiro Arihara                                                                                                 | Gunpom                                                        | 2             |
| Sakurairo no Haru o Koete                              | Akira Naoi | Haruaki Fuyuno                                                | 1             |
| Sakura-sō no Pet na Kanojo                             | Hajime Kamoshida                                                                                                 | Keeji Mizoguchi                                               | 13            |
| Sakura Wars                                            | Satoru Akahori                                                                                                   | Hidenori Matsubara                                            | 3             |
| Sayonara Piano Sonata                                  | Hikaru Sugii | Ryo Ueda                                                      | 5             |
| Screwman & Fairy Lollipops                             | Junpei Monogusa                                                                                                  | Haruki Minamura                                               | 2             |
| See-through!?                                          | Ifusei Amou | Hinasaki                                                      | 2             |
| Seigi no Mikata no Mikata no Mikata                    | Jō Aikawa | Tsuitachi Sakuya                                              | 3             |
| Seiren Sangokushi                                      | Shūniko Nana | Comeco Amajio                                                 | 1             |
| Seishun Buta Yarō wa Bunny Girl-senpai no Yume o Minai | Hajime Kamoshida                                                                                                 | Keeji Mizoguchi                                               | 1             |
| Seishun Lariat!!                                       | Takamaru Semikawa                                                                                                | Sumihey                                                       | 5             |
| Sekaiheiwa wa Ikka Danran no Ato ni                    | Kazuya Hashimoto                                                                                                 | Koban Sameda                                                  | 10            |
| Sekai no Chūshin Hariyama-san                          | Ryohgo Narita | Katsumi Enami, Suzuhito Yasuda                                | 3             |
| Sekai no Owari, Subarashiki Hibi yori                  | Sui Hifumi | Naba Nanoha                                                   | 3             |
| Senpai to Boku                                         | Masashi Okita | Koyori Kusanagi                                               | 6             |
| Serious Rage                                           | Toshiyuki Shirakawa                                                                                              | Yasuyuki                                                      | 7             |
| Shadow Taker                                           | En Mikami | Keiichi Sumi                                                  | 5             |
| Shakugan no Shana                                      | Yashichiro Takahashi                                                                                             | Noizi Ito                                                     | 26            |
| Sharp Edge                                             | Shin-ichi Sakairi                                                                                                | Nagi                                                          | 3             |
| Shēgā                                                  | Kaede Kitsune | Matarō                                                        | 1             |
| Shichika, Toki Tobu!                                   | Shiki Kuzumi | Kagayo Myōjō                                                  | 1             |
| Shichinin Misaki mo Koi o Suru                         | Hideto Maruyama                                                                                                  | Karei                                                         | 2             |
| Shift                                                  | Hisamitsu Ueo | STS                                                           | 3             |
| Shigofumi: Stories of Last Letter                      | Ryo Amamiya | Poko                                                          | 4             |
| Shikkoku no Einherjar                                  | Akira Aihara | Nyoro                                                         | 3             |
| Shindeshimau to Hanasakenai!                           | Shirō Kuta | Glider                                                        | 1             |
| Shino Shino                                            | Kaede Asamiya | Yuse Shiramori                                                | 1             |
| Shirokuro Nekuro                                       | Ryōto Takama | Shigetaka Kimura                                              | 4             |
| Shirona-san, Oishiku Itadaichaimasu                    | Kōichi Nitadori                                                                                                  | Ria Runa                                                      | 2             |
| Shio no Machi                                          | Hiro Arikawa | Shoji                                                         | 1             |
| Shirayama-san to Kuroi Kaban                           | Rin Suzuki | Kokonoka                                                      | 4             |
| Shiritsu! Sanjūsan Gendō Gakuin                        | Kei Sato | Kamiyamaneki                                                  | 12            |
| Shirogane no Sword Breaker                             | Takeshi Matsuyama                                                                                                | Fal Maro                                                      | 2             |
| Shishi no Gyokuza                                      | Maki Masato | Jun Futaba                                                    | 3             |
| Shisho to Hasami to Migikai Predefinição:Not a typo    | Rin Yuki | Shunsaku Tomose                                               | 7             |
| Shishunki Boys x Girls Sensō                           | Keishun Akisaka                                                                                                  | Gintarō                                                       | 1             |
| Shisō Toshokan no Libre Blanche                        | Yoshino Origuchi                                                                                                 | KeG                                                           | 5             |
| Shitsuren Tantei Momose                                | Saginomiya Misaki                                                                                                | Nardack                                                       | 3             |
| Shizuno-san no Futago                                  | Marehito Mikagami                                                                                                | Jin Sakuya                                                    | 1             |
| Shōnen Tengusa no Shoppai Jumon                        | Osamu Makino | Kohaku Sumeragi                                               | 1             |
| S.I.A.                                                 | Shibuichi Nagatsuki                                                                                              | Noco                                                          | 1             |
| Sister Succubus wa Zange Shinai                        | Yoshino Origuchi                                                                                                 | KeG                                                           | 3             |
| Six Volt                                               | Kamino Okina | Kouji Ogata                                                   | 3             |
| Sōkoku no Pendulum                                     | Koji Toriu | Akira Ishida                                                  | 4             |
| Sorairona                                              | Ginga Isshiki | Karasu Konatsu                                                | 1             |
| Sora no Kane no Hibiku Hoshi de                        | Soichiro Watase                                                                                                  | Minako Iwasaki                                                | 13            |
| Sōryūki                                                | Kaoru Yasuhiko                                                                                                   | Tomatika                                                      | 3             |
| Sōsei no Ki                                            | Jirō Kurifu | Ono Shiro                                                     | 3             |
| Sōsei no Sōsasen                                       | Kijitora Akū | Akabane                                                       | 1             |
| Sōten no Legends                                       | Hisui Hisui | Yūnagi                                                        | 1             |
| Soshite, Dare mo ga Uso o Tsuku                        | Marehito Mikagami                                                                                                | Tea                                                           | 1             |
| Spice and Wolf                                         | Isuna Hasekura                                                                                                   | Jū Ayakura                                                    | 17            |
| Starship Operators                                     | Ryo Mizuno | Ryu Naito (illustration) Kimitoshi Yamane (mechanical design) | 6             |
| Stop Marika-chan!                                      | Seiya Suganuma                                                                                                   | Mirura Yano                                                   | 1             |
| Strange Moon                                           | Soichiro Watase                                                                                                  | Rein Kuwashima                                                | 3             |
| Strawberry Panic!                                      | Sakurako Kimino                                                                                                  | Namuchi Takumi                                                | 3             |
| Strike the Blood                                       | Gakuto Mikumo | Manyako                                                       | 10            |
| Sugar Sister 1/2                                       | Arata Takano | Shirō                                                         | 2             |
| Sukima Onna (Habahiro)                                 | Hideto Maruyama                                                                                                  | Risa Miyasu                                                   | 1             |
| Sweet Line                                             | Mamizu Arisawa                                                                                                   | Mizu Kisaragi                                                 | 5             |
| Sword Art Online (e Sword Art Online: Progressive)     | Reki Kawahara | Abec                                                          | 27+8          |

### T
| Título                                                         | Autor             | Ilustrador                                      | Nº de volumes |
| -------------------------------------------------------------- | ----------------- | ----------------------------------------------- | ------------- |
| Tabi ni Deyō, Horobi Yuku Sekai no Hate Mada.                  | Naoto Yorozuya    | Hōmitsu                                         | 1             |
| Take Five                                                      | Takehiro Arihara  | Yuu Nonaka                                      | 2             |
| Tales of Xillia                                                | Kaoru Yasuhiko    | Yūko Satō                                       | 3             |
| Tamako-san to Kashiwa-kun                                      | Hitoma Iruma      | Hidari                                          | 1             |
| Tantei Opera Milky Holmes: Overture                            | Hideaki Koyasu    | Natsuki Tanihara, Keiichi Ishikura (ilustração) | 1             |
| Tantei Shikkaku                                                | Chuui             | Zerokichi                                       | 2             |
| Tarot no Goshujin-sama                                         | Hirotaka Nanae    | Yukirin                                         | 12            |
| Tengoku ni Namida wa Iranai                                    | Kei Sato          | Aoi Sagano                                      | 12            |
| Tenkyō no Alderamin                                            | Bokuto Uno        | Sanbasō                                         | 5             |
| Tenkyū no Kamui                                                | K-Ske Hasegawa    | Nanakusa                                        | 1             |
| Tenkū no Arukamiresu                                           | En Mikami         | Keiichi Sumi                                    | 5             |
| Tenshi no 3P!                                                  | Sagu Aoyama       | Tinkle                                          | 3             |
| Tenshi no Recipe                                               | Otogimakura       | Matsuryu                                        | 2             |
| Tensō no Shita no Bashiresu                                    | Kohei Ito         | Yuchi Kosumi                                    | 2             |
| Tetora                                                         | Mishio Fukazawa   | Keiji Yamamoto                                  | 1             |
| The Breaker                                                    | Yagi Uzuki        | Niritsu                                         | 1             |
| Theta                                                          | Chitose Tōma      | Kurapon                                         | 1             |
| Taishō Kūsō Majutsu Yawa                                       | Saginomiya Misaki | Noco                                            | 1             |
| Thunder Girl!                                                  | Suzu Suzuki       | Yu Katase                                       | 3             |
| Toaru Majutsu no Index (and Shin'yaku: Toaru Majutsu no Index) | Kazuma Kamachi    | Kiyotaka Haimura                                | 35            |
| Tokui Ryōiki no Tokuiten                                       | Shūsei Hanno      | Saitom                                          | 2             |
| Tobira no Soto                                                 | Shinjiro Dobashi  | Shiromi Zakana                                  | 3             |
| Tōdōke wa Kamigakari                                           | Hyōsuke Takatō    | Hidekazu Yutani                                 | 3             |
| Tokage no Ō                                                    | Hitoma Iruma      | Buriki                                          | 5             |
| Toki no Maho to Ubatama no Yoru                                | Takehiro Arihara  | Gunpom                                          | 1             |
| Tokyo Shadow                                                   | Aya Nishitani     | Hitoshi Wakana and Ki                           | 4             |
| Tōkyō Soul Withers                                             | Nekotarō Aizen    | Reo Obata                                       | 1             |
| Tokyo Vampire Finance                                          | Junjō Shindō      | Shōnen Sasaki                                   | 1             |
| Toradora! (and Toradora Spin-off!)                             | Yuyuko Takemiya   | Yasu                                            | 13            |
| Torajima!                                                      | Taro Achi         | Tateha                                          | 2             |
| Torikagosō no Kyō mo Nemutai Jūmintachi                        | Yukako Kabei      | Tekunosamata                                    | 6             |
| Toshi series                                                   | Minoru Kawakami   | Satoyasu                                        | 15            |
| To Witch Seru!                                                 | Ginga Isshiki     | Yayoi Hizuki                                    | 1             |
| Train+Train                                                    | Hideyuki Kurata   | Tomomasa Takuma                                 | 5             |
| Tricksters                                                     | Mishiki Kuzu      | Komeko Amajio                                   | 6             |
| Tristia of the Deep-Blue Sea                                   | Takashi Aki       | Eeji Komatsu, Atsushi Ogasawara                 | 1             |
| Tsukikoi                                                       | Chiaki Yamashina  | Otohiko Takano                                  | 1             |
| Tsuki to Anata ni Hanataba o                                   | Kazuya Shimura    | You Shiina                                      | 8             |
| Tsukumodō Kottōten                                             | Akihiko Mido      | Takeshi Masatoshi                               | 7             |
| Tsuyokunai Mama New Game                                       | Hitoma Iruma      | Ryō Ueda                                        | 2             |

### U
| Título                                  | Autor          | Ilustrador       | Nº de volumes |
| --------------------------------------- | -------------- | ---------------- | ------------- |
| Uchi no Hime-sama ni wa Gakkari desu... | Suzu Suzuki    | Takuya Fujima    | 4             |
| Ultimate Girls                          | Seiichi Take   | Ryusuke Hamamoto | 1             |
| Umi wo Miagete                          | Tensei Hibiki  | Osamu Otani      | 1             |
| Umibe no Usagi                          | Suzu Suzuki    | Yu Katase        | 1             |
| Undead Banisuta!                        | Suzu Suzuki    | Taro Kana        | 2             |
| Under                                   | Kazuaki Sena   | U                | 2             |
| Underland Dogs                          | Akira Nakata   | Hitowa           | 1             |
| Under Rug Rocking                       | Itsuki Nase    | Izumi Kazuto     | 1             |
| Usagi no Eigakan                        | Sunao Tonozaki | Shunsuke Taue    | 1             |
| Usotsuki Mii-kun to Kowareta Maa-chan   | Hitoma Iruma   | Hidari           | 11            |
| Utsuro no Hako to Zero no Maria         | Eiji Mikage    | 415              | 7             |
| Utsurosaki Masaki no Misshitsu Play     | Ion Aioi       | Matsuryu         | 1             |

### V
| Título                   | Autor           | Ilustrador     | Nº de volumes |
| ------------------------ | --------------- | -------------- | ------------- |
| Valkyrja no Kikō         | Rin Yuki        | Kazuo Miyamura | 4             |
| Valvrave the Liberator   | Yomoji Kiono    | Yūgen          | 3             |
| Vamp!                    | Ryohgo Narita   | Katsumi Enami  | 5             |
| Vandal Garōgai no Kiseki | Mamoru Minagawa | Saku Mochizuki | 3             |
| Vehicle End              | Hisamitsu Ueno  | Redjuice       | 1             |
| VS!!                     | Nishiki Izumi   | Nao Shirahane  | 3             |

### W
| Título                           | Autor           | Ilustrador   | Nº de volumes |
| -------------------------------- | --------------- | ------------ | ------------- |
| Waga Mai wa Kyūketsuki dearu     | Kiminori Ogano  | Zpolice      | 2             |
| Wagaya no Dungeon                | Ifusei Amou     | Urabi        | 1             |
| Wagaya no Oinari-sama.           | Jin Shibamura   | Hoden Eizo   | 7             |
| Walpurgis no Kōkai               | Kouhei Kadono   | Kouji Ogata  | 4             |
| Waltraute-san no Konkatsu Jijō   | Kazuma Kamachi  | Ryō Nagi     | 1             |
| Wamikabara Uguisu no Ronshō      | Shiki Kuzumi    | Katsuki      | 1             |
| Watashitachi no Tamura-kun       | Yuyuko Takemiya | Yasu         | 2             |
| Watashi to Anata Seishun Kakumei | Sakaki Hirozawa | Cuteg        | 2             |
| Westadia no Sōsei                | Masatake Ogawa  | Tsuyuki      | 8             |
| Wistadia no Futaboshi            | Masatake Ogawa  | Shinsetsu    | 5             |
| Wizard & Warrior With Money      | Ghost Mikawa    | Kippu        | 3             |
| Wizard's Brain                   | Reiichi Saegusa | Keiichi Sumi | 16            |

### Y
| Título                                                      | Autor             | Ilustrador      | Nº de volumes |
| ----------------------------------------------------------- | ----------------- | --------------- | ------------- |
| Yagate Maken no Alicebell                                   | Chūgaku Akamatsu  | Gekka Urū       | 5             |
| Yama: Ki                                                    | Gakuto Coda       | Kakeru Mikazuki | 1             |
| Yōkai Seishun Hakusho                                       | Masashi Okita     | Nukomasu        | 1             |
| Yōkoso, Fairies Inn e!                                      | Masatake Ogawa    | Shōtarō Tokunō  | 2             |
| Yome ni Shiro to Semaru Osananajimi no Tame ni xx Shitemita | Meguru Kazami     | Konomi          | 3             |
| Yomesen!                                                    | Maki Masato       | Satoshi Goma    | 7             |
| Yoru no Chōcho to Dōkyo Keikaku!                            | Manabi Hishida    | Santa Matsuri   | 3             |
| Yoru to Chi to Kankei.                                      | Hideto Maruyama   | Osa             | 3             |
| Yuki Kamakiri                                               | Izuki Kōgyoku     | Takarō Iwaki    | 1             |
| Yuki no Tsubasa no Freesia                                  | Takeshi Matsuyama | Hirasato        | 1             |
| Yurayura to Yureru Umi no Kanata                            | Nobuyoshi Kondo   | Ebine           | 10            |
| Yūsha ni wa Katenai                                         | Shirō Kuta        | Refeia          | 1             |

### Z
| Título                         | Autor            | Ilustrador        | Nº de volumes |
| ------------------------------ | ---------------- | ----------------- | ------------- |
| Zarathustra e no Kaidan        | Shinjiro Dobashi | Shiromi Zakana    | 3             |
| Zashiki-warashi ni Dekiru Koto | Hirotaka Nanae   | Yousuke Ikeda     | 6             |
| Zefagarudo                     | Jin Shibamura    | Haruaki Fuyuno    | 1             |
| Zenon-sama dearu!              | Masaki Okayu     | Yōta              | 1             |
| Zeppeto no Musumetachi         | Yūei Miki        | Sōji Miyata       | 2             |
| Zero kara Hajimeru Mahō no Sho | Kakeru Kobashiri | Yoshinori Shizuma | 1             |
| Zettai Naru Isolator           | Reki Kawahara    | Shimeji           | 1             |
| Zetsubōkei Tojirareta Sekai    | Nagaru Tanigawa  | G Muryo           | 1             |